# Geocoris floridanus
Geocoris floridanus är en insektsart som beskrevs av Willis Blatchley 1926. Geocoris floridanus ingår i släktet Geocoris och familjen Geocoridae. Inga underarter finns listade i Catalogue of Life.